# ダニエル・スワロフスキー

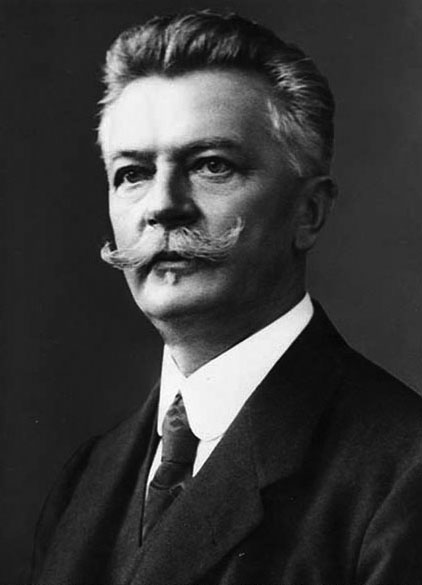
ダニエル・スワロフスキー

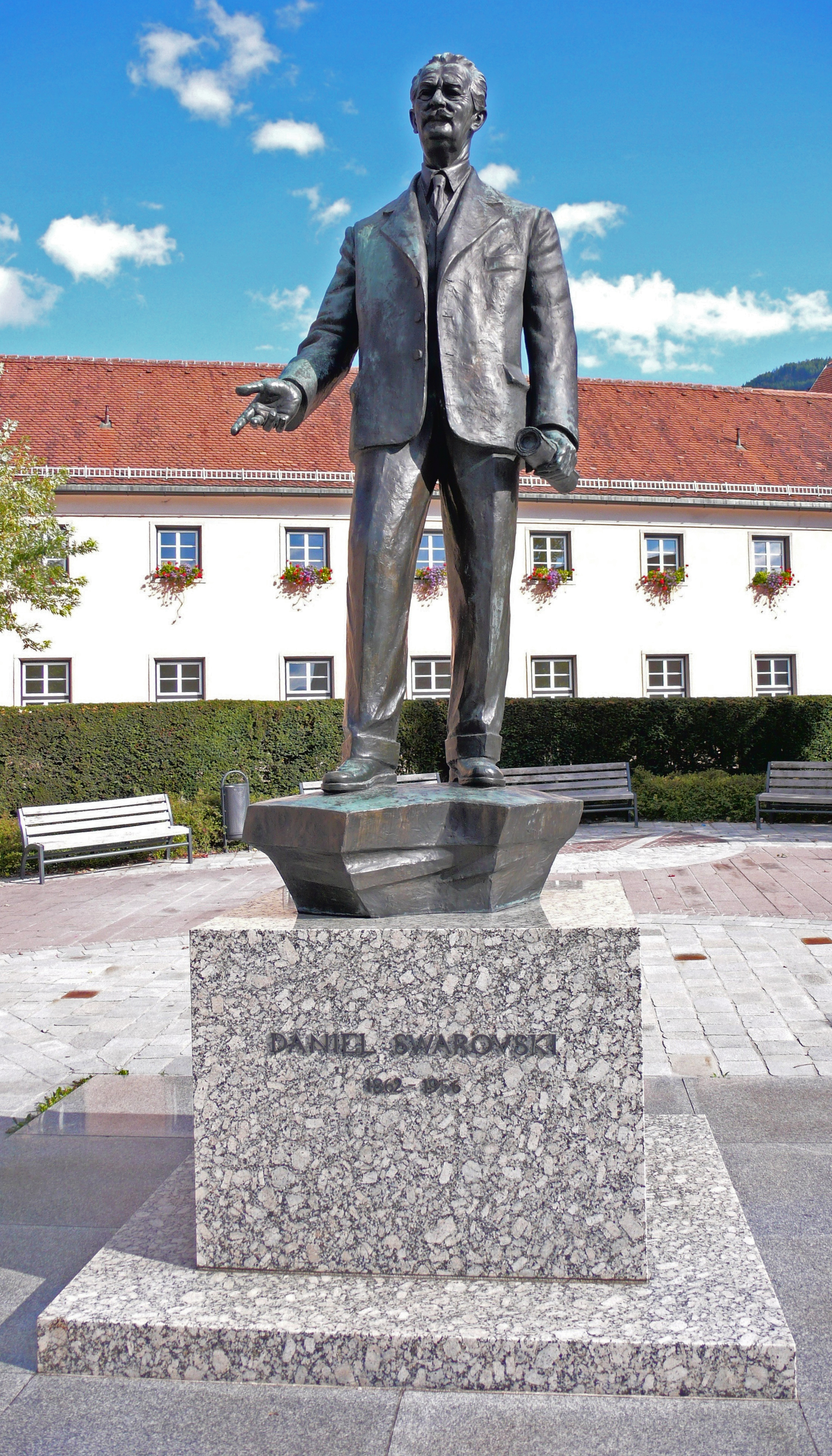
スワロフスキー像（ヴァッテンス）

ダニエル・スワロフスキー（Daniel Swarovski, 1862年10月24日 - 1956年1月23日）は、チェコ生まれのガラス製造業者、スワロフスキーの創業者。

## 略歴
- オーストリア＝ハンガリー帝国に属した北ボヘミア・ヤブロネツ・ナド・ニソウに隣接するゲオルゲンタール村（Georgenthal, 現チェコ・イジェチーン・ポド・ブコヴォウ (Jiřetín pod Bukovou））に、スロバキア系であるハンドカットクリスタルの職人の息子として生まれる（→ボヘミア・ガラス）。
- 1883年、「国際電気博覧会」で電気の発明に刺激を受ける。
- 1892年、ジュエリーストーンの研磨を精巧で正確に行なえる機械を発明、自動化し、従来の手作業に比べ1万倍もの速度でのカット生産に成功する。
- 1893年、アルプスの水の段差を利用しての水力発電を行なうため、またカット製法の秘密を守るために、オーストリアのチロル地方、インスブルック郡ヴァッテンス（英語版、ドイツ語版）に移住する。
- 1895年、ヴァッテンスに工場を建てる (Swarovski&co.)。
- 1956年1月23日、ヴァッテンスで亡くなる。